# Erving Goffman
Erving Goffman (11. června 1922, Mannville, Alberta, Kanada – 19. listopadu 1982, Filadelfie, Pensylvánie, USA) byl americký sociolog, antropolog, sociální psycholog kanadského původu. Představitel chicagské školy, myšlenkového proudu, který vznikl ve 20. letech 20. století. Předmětem jejího zkoumání byla sociologie města a kriminologie. Od 60. let 20. století patřil mezi nejvlivnější badatele v oblasti mikrosociologie. Uvedl do sociologické analýzy každodenního lidského jednání tzv. dramaturgickou perspektivu, pojmy jako role, scéna, zákulisí atd.

## Životopis
Narodil se 11. června 1922 v odlehlé zemědělské vesnici Mannville v jihozápadní Kanadě, asi 180 km východně od Edmontonu. Jeho rodiče – Max a Anne – byli původem ukrajinští židé. Jeho starší sestra Frances Bay se stala herečkou. Poté, co se rodina přestěhovala do města Dauphin v jižní Kanadě, poblíž Winnipegu, si Ervingův otec založil krejčovství. Od roku 1937 Goffman navštěvoval St. John's Technical High School ve Winnipegu. V roce 1939 se zapsal na obor chemie na University of Manitoba, toto studium ale přerušil a přestěhoval se do Ottawy, kde pracoval ve filmovém průmyslu pro National Film Board of Canada (Národní filmová rada), zřízený Johnem Griersonem. Zde se setkal s Dennisem Wrongem, známým a vlivným americkým sociologem, který jej v následujících letech významně ovlivnil a vzbudil u něj zájem o sociologii. 
Zájem o sociologii se u něj projevil až v pozdějších letech, především pod vlivem známého amerického sociologa Dennise Wronga. Jejich setkání motivovalo Goffmana, aby opustil University of Manitoba a zapsal si na University of Toronto (zde získal v roce 1945 bakalářský titul v oboru sociologie) obor sociologie a antropologie.
Magisterský a doktorský titul v sociologii získal na University of Chicago v letech 1949 a 1953. Ve své disertační práci, "Communication Conduct in an Island Community",(napsána na základě jeho zkušeností z pobytu na Shetlandských ostrovech) sledoval, jak se liší lidské chování ve společnosti od chování o samotě. Tato práce mu později posloužila jako inspirace pro dílo, které ho proslavilo, "The Presentation of Self in Everyday Life".
Goffman se stal jedním z nejvlivnějších sociologů 20. století, jako G. H. Mead, v jehož stopách pokračoval s rozvojem sociologické sociální psychologie. V květnu 1951 se přestěhoval do Chicaga, kde se oženil s Angelicou Choate. V roce 1952 se mu narodil syn Tom. Po několika letech vyplněných nejrůznějšími aktivitami (1954–1957 působil jako visiting scientist v National Institute of Mental Health ve státe Maryland), byl v roce 1958 povolán na University of California, Berkeley, kde byl o 4 roky později jmenován řádným profesorem. V roce 1964 spáchala jeho manželka sebevraždu, čímž se prolíná Goffmanovo studium mentálních poruch s jeho vlastní zkušeností z domova. V roce 1969 odešel na University of Pennsylvania ve Filadelfii a zde působil až do konce svého života."  Byl průkopníkem osobních interakcí, nebo mikrosociologie, vytvořil "dramaturgický přístup" k lidskému jednání, a vyvinul množství vlivných konceptů. Zabýval se pojmem veřejný prostor, který se nejvíce odráží v jeho díle Všichni hrajeme divadlo.
Za své příspěvky sociologii byl v roce 1961 odměněn Maclver Award, a v roce 1981 se stal sedmdesátým třetím prezidentem American Sociological Asociation. Z důvodu zhoršujícího se zdravotního stavu však nemohl pronést svůj inaugurační proslov a většinu svého funkčního období nebyl doopravdy přítomen. Zemřel v roce 1982 na rakovinu. 

## Sociologické názory

### Dramaturgická sociologie
Erving Goffman formuloval v knize "The Presentation of Self in Everyday Life" teorii dramaturgické sociologie, která využívá divadelní terminologie k popisu interakcí lidí ve společenském životě. Tato teorie vidí každodenní život jako divadelní scénu, na které má socializace formu učení se od ostatních lidí, jaké role máme plnit. Tyto role hrajeme pro lidi kolem nás, kteří na oplátku hrají své vlastní role, a tudíž celý náš společenský život "hrajeme divadlo".
Důležité termíny v teorii dramaturgické sociologie jsou "front stage" (pódium) a "back stage" (zákulisí). Člověk je na pódiu v každé společenské situaci, kdy je od něj vyžadována nějaká role, např. studenta na přednášce nebo zaměstnance. Na pódiu musí splňovat určité vzorce chování, používat určité fráze apod. V zákulisí je člověk vždy, kdy nemusí plnit role - např. ve společnosti blízkých kamarádů, kteří člověka přijímají takového, jaký je. Čas strávený v zákulisí může člověk využít jak k relaxaci a odpočinku od divadla, tak na přípravu na další plnění rolí. 
Dalším důležitým termínem dramaturgické sociologie je "impression management", přeloženo management dojmů. Tímto pojmem Goffman označoval lidskou potřebu ovlivňovat a zvládat to, co si o nás druzí myslí a jaký z nás mají dojem. K tomu využíváme několik mechanismů, které Goffman nazval "sign vehicles". Těmi jsou např. společenské prostory (to kde interakci provádíme a jak tyto prostory vybavíme - např. žena s fotkou své rodiny na pracovním stole chce dát najevo, že má pro ni rodina velký význam. Goffman by pro tuto fotku použil termín rekvizita), vzhled (kterým ovlivňujeme mj. první dojem, který na nás lidé budou mít), a způsob interakce – to, jakým způsobem se k někomu chováme, protože chceme, abychom na něj působili určitým dojmem. Do tohoto mechanismu by spadá verbální i neverbální komunikace. 

### Symbolický interakcionismus
Goffman je často charakterizován jako symbolista. V tomto sociologickém směru vyvinul vlastní, induktivní přístup k interakcionismu, který vnímal chování jedinců ne jako atributy jednotlivých osob, ale jako atribut společenského řádu a celé společnosti. Jeho teorie nevnímá člověka jako vzniklého z předem daných, vrozených hodnot a vlastností, ale složeného z morálních a společenských hodnot, které jsou mu předkládány už od narození. Zastával názor, že společenský systém má "rituální principy" a "rituální equilibrium" - tedy že jednotlivec a společnost jsou navzájem spojeny rituály, které lidé konají, aby byla zachována zdvořilost a dobré mezilidské vztahy.
Jeho teorie však nikdy neměla analyzovat celý společenský svět, pouze interakce mezi jednotlivci v něm.

### Gender Advertisements
Goffmanova kniha Gender Advertisements, vydaná v roce 1979, popisuje jeho názory na společenské normy vztahů a chování mužů a žen. Argumentuje, že v televizních reklamách se nalézá zidealizovaná a přehnaná forma očekávaného chování mužů a žen, nebo např. jejich společenského postavení, ve společnosti. Popisuje, jak mohou být různé prvky rozmístění aktérů v reklamě a jejich vlastnosti - např. výška, centralita v obraze, umístění vedle nebo nad někým jiným, interpretovány jako náznak relativního společenského postavení.
Goffman považoval rozdíly pohlaví za důležité pouze proto, že je za takové stanovila společnost. Přiznává sice tyto rozdíly, ale nevnímá je jako tak důležité, za jaké je považuje společnost. Za příklad dává tehdejší vnímání muže jako živitele rodiny. Z biologických důvodů je samozřejmě matka lépe přizpůsobená, aby se starala o novorozené dítě, a muži tedy připadá, aby mimo domov vydělával pro domácnost. Žena se tak v tomto období musí starat i o domácnost. Tento biologický důvod, který má jen limitovaný časový rozsah, je ale společností přejímán jako obecně platná norma. Starání se o dům a domácnost se tak podle Goffmana stává věcí, kterou podle společnosti muž "nemá dělat".

### Psychiatrická institucionalizace
Goffmanova kniha Asylums, vydaná v roce 1961, se zaobírá psychiatrickými léčebnami a jejich efekty na pacienty, kteří v nich musí pobývat. Goffman na základě vlastní zkušenosti jako asistenta v nemocnici St. Elizabeths Hospital v Washingtonu v této knize popisuje léčebny jako "totální instituce". Ty mají tak striktní předpisy a pravidla, že je pro pacienty nemožné jakékoli sebevyjádření. Toto nevede k zlepšení jejich duševního stavu, ale naopak k vytvoření mentálních poruch podobných k těm, kvůli kterým byli do léčebny přijati. .

## Všichni hrajeme divadlo(1959)
Goffmanovo přední a nejznámější dílo je bezpochyby Všichni hrajeme divadlo (The Presentation of Self in Everyday Life) z roku 1959. Do češtiny přeloženo v roce 1999. Hlavní myšlenky knihy byly pokračováním jeho disertační práce.
Inspirace a hlavní myšlenky pro knihu byla jeho disertační práce, ve které Goffman studoval ostrovskou komunitu na Shetlandských ostrovech. Zaujalo ho, jak se někteří obyvatelé ostrova baví tím, že sledují, jak jejich návštěvníci před jejich domem mění výraz z "soukromého" na "společenský". Ti obyvatelé, kteří o tomto věděli, se přizpůsobili tím, že "společenský" výraz nasadili dále od domu, ke kterému šli.
Goffman v knize Všichni hrajeme divadlo popisuje přizpůsobování jedinců v komunikaci s lidmi. Uvedena je škála situačních rolí, která začíná na upřímnosti a končí na cynismu. Goffman tak přirovnává chování člověka v každodenních situacích k divadelnímu představení. Podobně jako Peter Ludwig Berger zde také uvádí myšlenku fasády – tedy záměrně odhalovanou scénu a pravý význam chování. Role lidí není vázána na jejich status, ale na konkrétní situaci, ve které se nachází. Zároveň ale tvrdí, že pro zachování společnosti je nutné se řídit společenskými normami a pravidly, k nimž je použití přetvářky nutné. Goffman při tvorbě tohoto díla čerpal z vlastních zkušeností, ze studií chicagské školy a velkého množství literárních zdrojů, například i z děl Franze Kafky.
Za toto dílo získal Goffman roku 1961 ocenění od American Sociological Association.

## Citace
- „Člověk není jako ostatní zvířata v ohledech, které jsou skutečně důležité: Zvířata mají smysly, my máme daně.“
- „Společnost je blázinec vedený svými svěřenci.“
- „Po pravdě je svět jako svatba.“
- „Stigmatizace je proces, kdy reakce okolí ničí normální identitu.“

## Dílo
- The Presentation of Self in Everyday Life, 1956/1959 (česky Všichni hrajeme divadlo, 1999 a 2018)[9]
- Asylums: Essays on the Social Situation of Mental Patients and Other Inmates, 1961
- Encounters: Two Studies in the Sociology of Interaction, 1961
- Behavior in Public Places: Notes on the Social Organization of Gatherings, 1963
- Stigma, 1963 (česky Stigma, 2003)
- Interaction Ritual: Essay on Face-to-Face Behavior, 1967
- Strategic Interaction, 1969
- Relations in Public: Micro-Studies of the Public Order, 1971
- Frame analysis: An essay on the organization of experience, 1974
- Gender Advertisements, 1979
- Forms of Talk, 1981